# Эскобар Гавирия, Роберто де Хесус
Робе́рто де Хесу́с Эскоба́р Гави́рия (исп. Roberto de Jesús Escobar Gaviria; род. 13 января 1947), кличка El Osito (Маленький Медведь) — брат погибшего наркобарона Пабло Эскобара, бывший бухгалтер и соучредитель Медельинского картеля, который был ответственен за более чем 80 % наркотрафика в США.
За соучастие в операциях Медельинского картеля Роберто Эскобар попал в тюрьму вместе со своим братом. Пабло Эскобар к тому времени решил сдаться властям в обмен на прощение своих прошлых преступлений. По заказу главы наркокартеля специально была построена тюрьма для отбытия заключения себя и своего брата. Тюрьма называлась «Ла Катедраль» и была построена в горном массиве Энвигадо. «Ла Катедраль» больше была похожа на дорогой, престижный клуб, чем на обычную тюрьму. Там была дискотека, плавательный бассейн, джакузи и сауна, а во дворе большое футбольное поле. Туда к Пабло Эскобару приходили друзья, женщины. Семья Эскобара могла в любое время посещать его. «Особая поисковая группа» полковника Мартинеса не имела права приближаться к «Ла Катедраль» ближе чем на 3 километра. Эскобар приходил и уходил, когда сам этого хотел. Он посещал футбольные матчи и ночные клубы Медельина.
В июле 1992 он вместе с братом совершил побег, но год спустя сдался местным властям. 18 декабря 1993 года, находясь в тюрьме, он ослеп на один глаз из-за взрывного устройства в конверте письма. Через 10 лет был освобождён.
В 2014 году он основал Escobar Inc вместе с Олофом К. Густафсоном и зарегистрировал правопреемником своего брата в Калифорнии (США). 1 июля 2016 года он отправил письмо в Netflix касаемо неправомерного использования контента во время показа телевизионных серий Narcos, и потребовал компенсации в размере 1 миллиарда долларов. В январе 2019 запустил кампанию по сбору средств на платформе GoFundMe в поддержку импичмента президента США Дональда Трампа.
В июле 2019 года Эскобар начал продавать пропановые горелки, схожие с огнемётом, и обвинил главу The Boring Company Илона Маска в нарушении авторских прав, ссылаясь на тот факт, что The Boring Company предлагала по акции Not-a-Flamethrower (Не огнемёт), разработанный по дизайну, который Эскобар, в свою очередь, обсуждал вместе с инженером, приближенным к Илону Маску, ранее. Воспользовавшись средствами массовой информации, Эскобар публично предложил Илону Маску решить спор за 100 миллионов долларов наличными или в акциях компании Tesla, или же использовать законодательство таким образом, чтобы стать новым главой корпорации Tesla, Inc.

## Попытка устранить Дональда Трампа с поста президента США
8 января 2019 года он запустил кампанию по сбору средств в размере 50 миллионов долларов США, чтобы устранить Дональда Трампа с поста президента США. После сбора 10 миллионов долларов в течение первых 10 часов, страница была удалена с платформы GoFundMe. Впоследствии он запустил криптовалюту ESCOBAR в качестве альтернативной платформы по сбору средств.